# Nossa TV
A Nossa TV Brasileira (ou somente Nossa TV) é uma operadora de TV por assinatura pertencente a Fundação Internacional de Comunicação, braço midiático da Igreja Internacional da Graça de Deus. Foi lançada oficialmente no dia 14 de setembro de 2007. Atua via satélite nos 26 estados brasileiros e no Distrito Federal. No começo, a Nossa TV estava restrita às regiões metropolitanas de São Paulo e Rio de Janeiro.
Atualmente a Nossa TV opera com 60 canais, sendo que 60 canais (destes, 31 canais em HD) ofertados via planos de assinatura e 1 canal no formato pay-per-view (Graça Filmes TV).
Sua transmissão digital é feita através do satélite Star One D2 (Embratel), no sistema DTH (Direct to Home) pela Banda Ku. Sua recepção se dá através de uma mini-parabólica e de um decodificador digital.

## História
Em 2003, após a inauguração da RIT, o missionário R. R. Soares tentou a inclusão de seu canal em operadoras de TV por assinatura. Com a forte resistência das operadoras tradicionais de incluir a RIT nos seus line-up, o pastor decide lançar sua própria operadora de TV por assinatura.
Em agosto de 2003, o missionário obteve a concessão de DTH. A previsão inicial era lançar a Nossa TV em 2005 mas, devido à falta de experiência, a estreia da Nossa TV foi adiada várias vezes.
Em 2007, a Nossa TV entrou em caráter de testes. Na primeira fase, as mini-parabólicas foram espalhadas em várias igrejas para avaliar a recepção.
Em 14 de setembro de 2007, durante a ExpoCristã, foi lançada oficialmente a Nossa TV. Alguns dias depois, foram instaladas as primeiras mini-parabólicas na casa dos assinantes.

### Retirada dos canais do grupo FOX na operadora
Em 9 de novembro de 2016, foram retirados dos pacotes da operadora todos os canais do grupo FOX (FOX Life, FOX Sports e Nat Geo). Os motivos da quebra de contrato que foram revelados foi o recusamento dos novos canais FOX 1 HD e FOX Action HD (que atualmente são chamados de FOX Premium 1 HD e FOX Premium 2 HD). Os três canais retirados foram substituídos pelos canais TruTV, AMC e o Esporte Interativo  (que teve seu nome alterado para Esporte Interativo BR e que em 25 de setembro de 2018 foi descontinuado pela programadora Turner).

### Retirada dos canais do grupo Turner na operadora
Em 1º de setembro de 2020, vários canais do grupo Turner deixaram a operadora: Boomerang, Cartoon Network, CNN en Español, Space, TBS HD, TCM, TNT, TNT Series HD, Tooncast e TruTV. Do grupo Turner, só permaneceram os canais CNN Brasil (que estreou na operadora no dia 1º de agosto de 2020) e Warner Channel, que foi um dos canais substitutos em meio a essa alteração de grade.

### Encerramento das transmissões dos canais Esporte Interativo
Em 25 de setembro de 2018, com a decisão do grupo Turner de encerrar as transmissões dos canais Esporte Interativo nas operadoras de TV por assinatura, a operadora Nossa TV optou por substituir os canais Esporte Interativo 1 e Esporte Interativo 2 pelos novos canais lançados pela Turner: TNT 2 e TNT 3. O canal Esporte Interativo BR foi substituído pelo canal Dicas & Segredos.

### Encerramento das transmissões dos canais TNT2 e TNT3
Os canais TNT2 e TNT3 foram criados, pelo grupo Turner, em 25 de setembro de 2018, após os canais Esporte Interativo serem descontinuados. Porém, pouco tempo depois foi anunciado que tanto o TNT2 como o TNT3 também seriam descontinuados em 31 de dezembro de 2018. A operadora então decidiu fazer a substituição pelos canais Box Brazil (Fashion TV, Travel Box Brazil e Music Box Brazil HD).

### Substituição do Discovery Civilization pelo HGTV
Com a decisão do grupo Discovery de descontinuar o canal Discovery Civilization, a Nossa TV seguiu a tendência de outras operadoras e também fez a substituição pelo HGTV, canal que iniciou as transmissões do sinal em 2019.

## Expansão da Nossa TV
Em 15 de dezembro de 2014, a Nossa TV amplia sua quantidade de canais ofertados, passando de 36 para 56 canais, os quais foram adicionados canais governamentais (NBR, TV Senado, TV Câmara e TV Escola) e o canal religioso Show da Fé 2. 
Em 17 de agosto de 2015 foi disponibilizado para os assinantes o EI Maxx (que depois passou a usar a marca Esporte Interativo), canal que foi descontinuado pelo grupo Turner em 2018.
Em 16 de novembro de 2015, é lançado novos pacotes, sendo que um deles é pacote com canais HD. Neste dia foram adicionados: Fish TV, Cine Brasil, Discovery ID, Zoomoo, Chef TV, Food Network HD, TNT Series HD, TBS HD, Discovery Theater HD, Discovery World HD e EI Maxx 2 HD (este último foi descontinuado em 2018 pelo grupo Turner).
Em 15 de dezembro de 2016, o canal AMC é disponiblizado aos assinantes. Até então, dentre as operadoras de DTH, o canal só estava disponível na SKY Brasil.
No dia 1º de março de 2020, a empresa fez a substituição do canal Zoomoo pelo canal Trip Brasil Channel (TBC), cujo foco da programação é o turismo. A Nossa TV foi a primeira operadora que passou a disponibilizar o TBC na grade de canais lineares. No dia 1° de agosto do mesmo ano fez a substituição dos canais Band Sports e NHK pelos canais Band News e CNN Brasil.
Ainda em 2020, a operadora estreou o canal Graça Filmes TV, que exibe um filme evangélico por semana. Este canal é ofertado fora dos pacotes da operadora (formato pay-per-view).

## Tecnologia
A Nossa TV opera pelo sistema DTH, nas modalidades de sinal de definição padrão (SD) e Alta Definição (HD). O sinal é distribuído pelo satélite Star One D2.